# INFIY∞
INFIY∞（インフィ）は、日本の5人組女性アイドルグループ。2019年結成。2021年に「平均睡眠8時間。」から改名した。

## 概要
2019年3月18日、「平均睡眠8時間。」として「おやすみ」から始まり、「おはよう」で終わるアイドルをコンセプトに結成。メンバー全員の名前にドリームが付いており、毎回ライブの最後は「おはよう」と言って終えていた。ファンの愛称をスイマーとしていた。
5人グループの予定だったがメンバーが集まらず、かえでドリーム、あみドリーム、ドリーム井ノ上3人でデビュー。残り2人は募集中のまま活動していた。しかし曲もダンスも5人用で発注していたため急遽曲はボカロ、ダンスはダンボールで作った人型の看板で2人を代用していた。
｢朝活｣や｢腹筋＆背筋12000回チャレンジ｣など主催ライブに向けて運営に体を張らされることもしばしばある。
2021年3月21日、グループ名を「INFIY∞」に改名した。

## メンバー
公式サイトのプロフィールに基づく。
| 名前  | 担当カラー | 身長    | 誕生日                 | 血液型 | 好きな食べ物                     | 趣味                       | 変更前のプロフィール | 変更前のプロフィール | 備考                                     |
| 名前  | 担当カラー | 身長    | 誕生日                 | 血液型 | 好きな食べ物                     | 趣味                       | 名前                 | 担当曜日             | 備考                                     |
| ----- | ---------- | ------- | ---------------------- | ------ | -------------------------------- | -------------------------- | -------------------- | -------------------- | ---------------------------------------- |
| LILIA | 黄色       | 158cm   | 1997年6月1日（28歳）   | B型    | うどん                           | 猫とたわむれること         | りりあドリーム       | 月曜日               |                                          |
| KAEDE | 赤         | 147.7cm | 2001年1月19日（24歳）  | B型    | オムライス・筑前煮               | 歌うこと・ギターを弾くこと | かえでドリーム       | 火曜日               | 加入前はシンガーソングライターとして活動 |
| AMI   | 青         | 153cm   | 1998年1月31日（27歳）  | A型    | 餃子・牛タン・チーズ・駄菓子     | 歌うこと・UFOキャッチャー  | あみドリーム         | 水曜日               | 元 PiiiiiiiN (神能あみ)                  |
| MEG   | 緑         | 158cm   | 1997年11月10日（27歳） | B型    | マック・たこわさ                 | 映画鑑賞                   | ドリーム井ノ上       | 木曜日               |                                          |
| MOKA  | ピンク     | 152cm   | 1996年6月1日（29歳）   | A型    | 焼肉・蕎麦・寿司・チーズ・アイス | カフェ巡り                 | もかドリーム         | 金曜日               |                                          |

## 略歴

### 2019年
- 3月18日、お披露目単独ライブ～夢の中で逢いましょう～@渋谷Gladにてかえでドリーム、あみドリーム、ドリーム井ノ上の3人体制でデビュー。
- 5月6日、新メンバーお披露目対バン!!!@表参道GROUNDにてりりあドリーム、もかドリームが加入。
- 12月15日、1stワンマンライブを渋谷DESEOにて開催。

### 2020年
- 2月1日、「でらロックフェスティバル2020」に出演。
- 3月21日、2ndワンマンライブを渋谷Gladにて開催。
- 6月6日、1stアルバム「immafuture」を発売。
- 7月23日、「TIF2020全国選抜LIVE」 (関東・北陸Bブロック)に出演[6]。
- 10月3日、「TIFオンライン2020」IDOL SHOWCASEに出演[7]。
- 12月4日、3rdワンマンライブを渋谷clubasiaにて開催。

### 2021年
- 2月7日、「でらロックフェスティバル2021」に出演。
- 3月21日、4thワンマンライブ「UP DATE」を室町三井ホールにて開催。グループ名を「平均睡眠8時間。」から「INFIY∞」へ改名、およびメンバー名を改名。
- 4月6日、第1回定期公演を新宿MARZにて開催。
- 7月4日、「超NATSUZOME2021」に出演。
- 8月14日、東名阪ツアー「以後、お見知りおきを」名古屋公演を名古屋CLUB QUATTROにて開催。
- 8月28日、東名阪ツアー「以後、お見知りおきを」大阪公演をESAKA MUSEにて開催。
- 9月5日、東名阪ツアー「以後、お見知りおきを」東京公演を渋谷duo MUSIC EXCHANGEにて開催。

## 作品

### アルバム
| #               | 発売日          | タイトル        | 収録曲                 | 作詞            | 作曲            | 備考            |
| 平均睡眠8時間。 | 平均睡眠8時間。 | 平均睡眠8時間。 | 平均睡眠8時間。        | 平均睡眠8時間。 | 平均睡眠8時間。 | 平均睡眠8時間。 |
| --------------- | --------------- | --------------- | ---------------------- | --------------- | --------------- | --------------- |
| 1               | 2020年6月6日    | immafuture      | 刹那へ                 | 七音            | 七音            |                 |
| 1               | 2020年6月6日    | immafuture      | with                   | 友              | 七音            |                 |
| 1               | 2020年6月6日    | immafuture      | カオス理論             | 中山紀代彦      | 中山紀代彦      |                 |
| 1               | 2020年6月6日    | immafuture      | Evening Star           | 友              | 七音            |                 |
| 1               | 2020年6月6日    | immafuture      | 僕たちの景色           | 平均睡眠8時間。 | 七音            |                 |
| 1               | 2020年6月6日    | immafuture      | どうせ僕は君を拗らせる | 中山紀代彦      | 中山紀代彦      |                 |
| 1               | 2020年6月6日    | immafuture      | 未来図                 | 七音            | 七音            |                 |

### 配信
| 配信日          | 曲名                               | 作詞            | 作曲            | 備考                                                      |
| 平均睡眠8時間。 | 平均睡眠8時間。                    | 平均睡眠8時間。 | 平均睡眠8時間。 | 平均睡眠8時間。                                           |
| --------------- | ---------------------------------- | --------------- | --------------- | --------------------------------------------------------- |
| 2020年7月23日   | いつかのままで                     | 七音            | 七音            |                                                           |
| 2020年7月23日   | どうして好きになっちゃったんだろう | 早川博隆        | 早川博隆        |                                                           |
| 2021年3月12日   | キミイロダーリン                   | 中山紀代彦      | 中山紀代彦      |                                                           |
| 2021年3月20日   | Likey                              | 七音            | 七音            |                                                           |
| INFIY∞          |                                    |                 |                 |                                                           |
| 2021年5月27日   | 星降る夜に                         | 七音            | 七音            | テレビ埼玉「トピックマガジン」2021年5月オープニングソング |

### 未発売
| 曲名                    | 作詞            | 作曲            | 備考            |
| 平均睡眠8時間。         | 平均睡眠8時間。 | 平均睡眠8時間。 | 平均睡眠8時間。 |
| ----------------------- | --------------- | --------------- | --------------- |
| 平均睡眠8時間。のテーマ |                 |                 |                 |
| INFIY∞                  |                 |                 |                 |
| Moonlight Hero          | KAEDE           |                 |                 |
| ケロイド                |                 |                 |                 |

### 参加作品
| 曲名                   | 作詞            | 作曲            | 備考                                                                                |
| 平均睡眠8時間。        | 平均睡眠8時間。 | 平均睡眠8時間。 | 平均睡眠8時間。                                                                     |
| ---------------------- | --------------- | --------------- | ----------------------------------------------------------------------------------- |
| にほんばれキューピット | 菊池諒          | 中山紀代彦      | 杉本屋製菓 「日本晴れサーキット supported by まけんグミ」楽曲制作プロジェクト参加曲 |

## ライブ
| 公演日   | 公演名                                                         | 会場                    | 備考                                                                  |
| 2019年   | 2019年                                                         | 2019年                  | 2019年                                                                |
| -------- | -------------------------------------------------------------- | ----------------------- | --------------------------------------------------------------------- |
| 3月18日  | お披露目単独ライブ～夢の中で逢いましょう～                     | 渋谷 Glad               | かえで、あみ、井ノ上の3人でデビュー                                   |
| 5月6日   | 新メンバーお披露目対バン!!!                                    | 表参道 GROUND           | りりあ、もか加入                                                      |
| 7月21日  | 新曲2曲&新衣装お披露目ライブ                                   | 渋谷 CLUB CRAWL         | 新曲2曲&新衣装orビキニお披露目ライブは回避 新曲「with」「カオス理論」 |
| 8月31日  | 3ヶ月連続 主催3マンライブ～新曲お披露目～                      | 池袋 RUIDO K3           | 新曲「Evening Star」                                                  |
| 9月21日  | 3ヶ月連続 主催3マンライブ～カバー曲見納め!!&色々お知らせあり～ | 渋谷 TAKE OFF 7         |                                                                       |
| 10月26日 | 3ヶ月連続 主催3マンライブ～新曲お披露目～                      | 渋谷 TAKE OFF 7         | 新曲「未来図」                                                        |
| 12月15日 | 平均睡眠8時間。1st ONEMAN LIVE                                 | 渋谷 DESEO              | 新曲「僕たちの景色」                                                  |
| 2020年   |                                                                |                         |                                                                       |
| 3月21日  | 平均睡眠8時間。2nd ONEMAN LIVE                                 | 渋谷 Glad               |                                                                       |
| 12月4日  | 平均睡眠8時間。3rd ONEMAN LIVE                                 | 渋谷 clubasia           |                                                                       |
| 2021年   |                                                                |                         |                                                                       |
| 3月21日  | 平均睡眠8時間。4th ONEMAN LIVE -UP DATE-                       | 室町三井ホール          | グループ名とメンバー名を変更                                          |
| 4月6日   | INFIY∞無銭定期公演                                             | 新宿 MARZ               | 第1回定期公演                                                         |
| 8月14日  | 東名阪ツアー「以後、お見知りおきを」名古屋公演                 | 名古屋 CLUB QUATTRO     |                                                                       |
| 8月28日  | 東名阪ツアー「以後、お見知りおきを」大阪公演                   | ESAKA MUSE              |                                                                       |
| 9月5日   | 東名阪ツアー「以後、お見知りおきを」東京公演                   | 渋谷 duo MUSIC EXCHANGE |                                                                       |

## 企画
主催ライブの宣伝のため、様々な企画を行う。ほとんどは運営が勝手に決めてメンバーに特に告知せずに始めている。
| 期間                              | 名称                         | 内容                                                             |        |
| 2019年                            | 2019年                       | 2019年                                                           | 2019年 |
| --------------------------------- | ---------------------------- | ---------------------------------------------------------------- | ------ |
| 2月4日～3月14日                   | 朝活                         | 朝7:00に都内各所から曜日担当のメンバーが配信                     |        |
| 2月10日・17日・24日、3月3日・10日 | 日曜昼ジョギング             | 都内公園でジョギングを実施                                       |        |
| 7月1日～7月20日                   | 朝活(2回目)                  | 代々木公園で曜日担当のメンバーとファンがしっぽ取り鬼ごっこを行う |        |
| 8月24日～8月31日                  | 腹筋背筋12000回チャレンジ    | 腹筋8000回、背筋4000回達成できない場合、主催3マンビキニライブ    |        |
| 11月1日～12月15日                 | へいはち怒られるまで帰れま10 | 路上ライブを実施                                                 |        |
| 2020年                            |                              |                                                                  |        |
| 6月12日～6月13日                  | 27時間生配信                 | 共同生活を配信                                                   |        |
| 11月16日～11月19日、11月27日      | ウーバーへいはち             | 3rdワンマンライブチケットの訪問販売                              |        |
| 2021年                            |                              |                                                                  |        |
| 5月26日～                         | 一曲入魂LIVE                 | 抽選1名限定ライブ                                                |        |

## 出演

### テレビ
- トピックマガジン (2021年5月24日、テレビ埼玉)

### ラジオ
- 60TRY部 エンタメTRY部 ネクストアイドル特集 (2020年11月12日、ラジオ日本) - あみドリーム
- えりラジ (2021年4月25日、市川うららFM)
- シーオンの木6・C級トークRadio! (2021年6月10日、渋谷クロスFM)

### 雑誌
- 週刊FLASH 2021年9月14日号 通巻1616号[9] (2021年8月31日、光文社) - AMI

### 配信
- ニッチな情報バラエティ～100人に聞いてみた！～ #7 (2019年11月25日、WALLOP放送局) - かえでドリーム、あみドリーム、もかドリーム
- アイチャレ!!! Vol.30 (2020年1月28日、YouTube Live)
- TOKYO IDOL 発掘中 (2020年3月27日、ニコニコ生放送) - あみドリーム、りりあドリーム
- 深夜のアイチャレ Vol.5 (2020年5月21日、YouTube Live) - かえでドリーム、もかドリーム
- 深夜のアイチャレ Vol.7 (2020年5月26日、YouTube Live) - りりあドリーム、もかドリーム
- 深夜のアイチャレ Vol.9 (2020年5月29日、YouTube Live) - あみドリーム、ドリーム井ノ上

### 広告
- SiliBAG PRアンバサダー[10] (2019年9月1日～14日) - りりあドリーム